# Kawaguchi, Saitama
Kawaguchi (tiếng Nhật: 川口市) là một thành phố đô thị loại đặc biệt thuộc tỉnh Saitama của Nhật Bản.
Thành phố rộng 55,75 km², ở phía Đông Nam của tỉnh và bên bờ Bắc sông Arakawa, và có 496.676 dân (ước ngày 1.8/2008), đông thứ hai trong tỉnh.